# Seznam korpusov Wehrmachta
Seznam korpusov Wehrmachta.

## Armadni korpus
- I. armadni korpus (Wehrmacht)
- II. armadni korpus (Wehrmacht)
- III. armadni korpus (Wehrmacht)
- IV. armadni korpus (Wehrmacht)
- V. armadni korpus (Wehrmacht)
- VI. armadni korpus (Wehrmacht)
- VII. armadni korpus (Wehrmacht)
- VIII. armadni korpus (Wehrmacht)
- IX. armadni korpus (Wehrmacht)
- X. armadni korpus (Wehrmacht)
- XI. armadni korpus (Wehrmacht)
- XII. armadni korpus (Wehrmacht)
- XIII. armadni korpus (Wehrmacht)
- XIV. armadni korpus (Wehrmacht)
- XV. armadni korpus (Wehrmacht)
- XVI. armadni korpus (Wehrmacht)
- XVII. armadni korpus (Wehrmacht)
- XVIII. armadni korpus (Wehrmacht)
- XIX. armadni korpus (Wehrmacht)
- XX. armadni korpus (Wehrmacht)
- XXI. armadni korpus (Wehrmacht)
- XXII. armadni korpus (Wehrmacht)
- XXIII. armadni korpus (Wehrmacht)
- XXIV. armadni korpus (Wehrmacht)
- XXV. armadni korpus (Wehrmacht)
- XXVI. armadni korpus (Wehrmacht)
- XXVII. armadni korpus (Wehrmacht)
- XXVIII. armadni korpus (Wehrmacht)
- XXIX. armadni korpus (Wehrmacht)
- XXX. armadni korpus (Wehrmacht)
- XXXII. armadni korpus (Wehrmacht)
- XXXIII. armadni korpus (Wehrmacht)
- XXXIV. armadni korpus (Wehrmacht)
- XXXV. armadni korpus (Wehrmacht)
- XXXVIII. armadni korpus (Wehrmacht)
- XXXX. armadni korpus (Wehrmacht)
- XXXXI. armadni korpus (Wehrmacht)
- XXXXII. armadni korpus (Wehrmacht)
- XXXXIII. armadni korpus (Wehrmacht)
- XXXXIV. armadni korpus (Wehrmacht)
- XXXXVI. armadni korpus (Wehrmacht)
- XXXXVII. armadni korpus (Wehrmacht)
- XXXXVIII. armadni korpus (Wehrmacht)
- L. armadni korpus (Wehrmacht)
- LI. armadni korpus (Wehrmacht)
- LII. armadni korpus (Wehrmacht)
- LIII. armadni korpus (Wehrmacht)
- LIV. armadni korpus (Wehrmacht)
- LV. armadni korpus (Wehrmacht)
- LVII. armadni korpus (Wehrmacht)
- LIX. armadni korpus (Wehrmacht)
- LXII. armadni korpus (Wehrmacht)
- LXIII. armadni korpus (Wehrmacht)
- LXIV. armadni korpus (Wehrmacht)
- LXV. armadni korpus (Wehrmacht)
- LXVI. armadni korpus (Wehrmacht)
- LXVII. armadni korpus (Wehrmacht)
- LXVIII. armadni korpus (Wehrmacht)
- LXIX. armadni korpus (Wehrmacht)
- LXX. armadni korpus (Wehrmacht)
- LXXI. armadni korpus (Wehrmacht)
- LXXII. armadni korpus (Wehrmacht)
- LXXIII. armadni korpus (Wehrmacht)
- LXXIV. armadni korpus (Wehrmacht)
- LXXV. armadni korpus (Wehrmacht)
- LXXVI. armadni korpus (Wehrmacht)
- LXXVIII. armadni korpus (Wehrmacht)
- LXXX. armadni korpus (Wehrmacht)
- LXXXI. armadni korpus (Wehrmacht)
- LXXXII. armadni korpus (Wehrmacht)
- LXXXIII. armadni korpus (Wehrmacht)
- LXXXIV. armadni korpus (Wehrmacht)
- LXXXV. armadni korpus (Wehrmacht)
- LXXXVI. armadni korpus (Wehrmacht)
- LXXXVII. armadni korpus (Wehrmacht)
- LXXXVIII. armadni korpus (Wehrmacht)
- LXXXIX. armadni korpus (Wehrmacht)
- LXXXX. armadni korpus (Wehrmacht)
- LXXXXI. armadni korpus (Wehrmacht)
- LXXXXVII. armadni korpus (Wehrmacht)
- CI. armadni korpus (Wehrmacht)

## Tankovski
- III. tankovski korpus (Wehrmacht)
- IV. tankovski korpus (Wehrmacht)
- VII. tankovski korpus (Wehrmacht)
- XIV. tankovski korpus (Wehrmacht)
- XXIV. tankovski korpus (Wehrmacht)
- XXXVIII. tankovski korpus (Wehrmacht)
- XXXIX. tankovski korpus (Wehrmacht)
- XXXX. tankovski korpus (Wehrmacht)
- XXXXI. tankovski korpus (Wehrmacht)
- XXXXVI. tankovski korpus (Wehrmacht)
- XXXXVII. tankovski korpus (Wehrmacht)
- XXXXVIII. tankovski korpus (Wehrmacht)
- LVI. tankovski korpus (Wehrmacht)
- LVII. tankovski korpus (Wehrmacht)
- LVIII. tankovski korpus (Wehrmacht)
- LXXVI. tankovski korpus (Wehrmacht)
- Tankovski korpus Feldherrnhalle
- Tankovski korpus Großdeutschland

## Konjeniški
- I. konjeniški korpus (Wehrmacht)

## Gorski
- XV. gorski korpus (Wehrmacht)
- XVIII. gorski korpus (Wehrmacht)
- XIX. gorski korpus (Wehrmacht)
- XXI. gorski korpus (Wehrmacht)
- XXII. gorski korpus (Wehrmacht)
- XXXVI. gorski korpus (Wehrmacht)
- XXXXIX. gorski korpus (Wehrmacht)
- LI. gorski korpus (Wehrmacht)
- Gorski korpus Norveška